# Hidròxid de gal·li(III)
L'hidròxid de gal·li(III) és un compost del catió gal·li(3+), Ga3+, i l'anió hidròxid, OH-. La seva fórmula és Ga(OH)₃. Es presenta en forma d'un precipitat blanc gelatinós amorf. Descompon a 440 °C.

## Preparació
L'hidròxid de gal·li(III) es prepara a partir de la reacció d'una sal de gal·li(+3) com el nitrat de gal·li(III), el sulfat de gal·li(III) o el clorur de gal·li(III) i una base (hidròxid de sodi o amoníac). Algunes reaccions:
També es pot produir per reacció del gal·li metàl·lic amb aigua calenta o vapor, amb despreniment d'hidrogen: